# Roundtable研究所及其網絡
Roundtable研究所及其網絡（Roundtable Institute and its Network，簡稱Roundtable）是一個香港政策研究機構及智庫組織，主要協助政府研究各項政治及社會政策。旨在培育學術研究人才，亦透過發放年青人對社會科學及文化的評論文章，為青年研究員建立自由發表的平台。現時共分為四個板塊，包括針對社群、出版與顧問服務、國際關係與及教育事務的單位。
Roundtable由沈旭暉擔任理事會主席，成員廣泛，包括社會上親建制派及泛民主派的知名人士，以及社會運動的參與者。

## 主要人物
- 鄧世民，Roundtable Community前行政總裁，裝修學院校長、裝修業界KOL及公會顧問、「裝修約章」起草人• 《裝修中伏破解手冊》作者。
- 沈旭暉，Roundtable理事會主席，香港的國際關係學者，香港教育學院社會科學系副教授，香港中文大學亞太研究所客席副教授。
- 黃培烽，Roundtable理事會副主席。
- 陳智遠，Roundtable榮譽總幹事，前食物及衛生局局長政治助理。
- 馮智政，Roundtable理事會秘書長，現任香港政策研究所教育政策與學校發展研究中心研究員，及負責Roundtable教育及全球發展部事務。
- 曾家洛，Roundtable Education 總幹事，負責Roundtable教育及全球發展部事務。
- 林輝，Roundtable Community前總幹事，時事評論員、社會運動參與者，現為旅行專欄作者。
- 李志輝，圓桌研究及教育協會總經理。
- 崔偉恆，Roundtable Pioneers署理總幹事，現任中國法律研究員，香港專欄作家、時事評論員。
- 朱浩霆，Roundtable Pioneers Business and Finance Association召集人、前國際金融管理學會執行幹事、時事評論員。
- 吳凱霖，Roundtable創會會員，香港中文大學政治與行政學系碩士，2013年底與Roundtable理事會主席沈旭暉結婚。
- 張韻琪，Roundtable創會會員，前香港大學學生會會長，現任綠色和平氣候變化與可再生能源項目主任。
- 孫澎，Roundtable創會會員，香港特區政府中央政策組非全職顧問。
- 張逸峰，Roundtable創會會員，前香港大學學生會評議會主席，前香港大學政治與公共行政學系導師，現為中學通識科老師。
- 陳岳鵬，政制及內地事務局政治助理、前南區區議會薄扶林選區區議員，也是匯賢智庫的11名創會人之一。
- 鄺俊宇，民主黨中央委員，元朗區議會北朗選區民選議員，是新界最年輕區議員。
- 羅健熙，Roundtable Community副總幹事，民主黨副主席，南區區議會利東二選區民選議員，於《明報》週末新觀點有定期專欄文章，曾擔任青台及OurTV主持。
- 梁啟智，工黨成員、現任香港中文大學通識教育部領袖培育課程副主任。時事評論員、專欄作家。

## Roundtable Education
Roundtable 教育及全球發展部（Roundtable Education and Global Development Unit；RT.EDU）現為Roundtable Network其中一個組織會員。
自成立以來，Roundtable一直關注青年及教育事務。近年，隨著教育改革，社會、學界等對通識教育科支援的熱切需求，特別於2009年成立Roundtable通識教育交流協會（簡稱GEEA），推動各項通識教育科項目和出版相關教材。而新近社會亦特別關注到德育、國民及公民教育等方面發展，為此亦成立公民教育網絡（簡稱CEN），回應社會和學界需要。這些組織自成立以來，已透過自資及不同類型基金等支持，舉辦各類計劃，並已有超過150間學校曾參與有關活動，累積參與人次超過9,000名教師和學生。
在此背景下，各青年學者及教育同工攜手成立Roundtable教育及專業發展部，統籌日後所屬各項教育事務，籌辦各類培訓活動和教材出版等工作，為香港的學校教育提供更優質的支援工作並藉而為社會發展作出承擔。
現時Roundtable Education關注事務包括：教育政策研究、通識教育、德育、國民及公民教育、藝術與文化教育、城市與環境的教育等範疇。

## Roundtable Community
Roundtable Research and Education Community（簡稱Roundtable Community），成立於2004年，以培育學術研究人才見稱，透過蒐集、發放年青人對社會科學及文化的評論文章，為青年人建立自由發表的平台。此外，Roundtable Community積極讓年青人與社會不同界別建立聯繫，擴大他們的社會參與圈子及流動性。目的是藉著跨網絡和發表渠道，建構一個多元文化及溝通的空間，推動公民社會的發展。
2006年，Roundtable Community獲核准為註冊慈善團體，以社會參與及普及社會科學研究教育為宗旨。
目前，Roundtable Community定位為Roundtable Network的社會參與部份。

### 成員
現時總幹事一職由林輝出任，總經理為李志輝。

## 工作
- 由各屬會就不同議題舉辦各類與社會、政治、文化有關之活動，包括研討會、講座、放映會、交流團、比賽等；過往曾舉辦大型活動有 Global Elites、Young Commentators等；
- 於各媒體發表文章及節目，文章多見於《明報》、《經濟日報》、《信報》、《星島日報》、《大公報》、及《AM730》等；
- 配合Roundtable Patron Group成員出版書誌《META》和以社會政治及文化題材為主的書籍，並進行政策研究。

## 外部連結
- Roundtable 教育及全球發展部
- Roundtable 圓桌研究及教育協會網頁（页面存档备份，存于）